# Devil May Cry (книги)
Capcom создали два небольших романа во вселенной Devil May Cry. Написал их Синиа Гоикеда, проиллюстрировал Сиро Мива, а опубликовал Кадокава Сотен. Эпилоги обоих романов описывают открывающие катсцены игр Devil May Cry и Devil May Cry 2. В 2006-м году TokyoPop выпустили английские версии романов, авторами переводов являются Пол Ченг и Джемма Коллиндж.

## Devil May Cry: Том первый
События этого романа разворачиваются в промежуток времени между смертью матери Данте Евы и началом первой видеоигры в серии Devil May Cry. Когда роман находился на стадии разработки, создатель серии Хидеки Камия тесно сотрудничал с Гоикедой, утверждая, что его описание Данте и описание Гоикеды очень схожи.

## Devil May Cry: Том второй
Действие этого романа начинается после Devil May Cry и заканчивается перед Devil May Cry 2. В отличие от первого тома, эта книга обладает другим художественным стилем — художник, иллюстрировавший роман, использовал штриховку и гохуа. Кроме того, переводчики сознательно не хотели преобразовывать имя Beastheads в Цербера, так как тот был в Devil May Cry 3: Dante’s Awakening. Также они поддержали псевдоним Вергилия Нело Анджело, несмотря на то, что грамотней было написать Неро Анджело («Тёмный Ангел»).